# جيم نيلسون (لاعب كرة قاعدة)
جيم نيلسون (بالإنجليزية: Jim Nelson)‏ هو لاعب كرة قاعدة أمريكي، ولد في 4 يوليو 1947 في برمنغهام في الولايات المتحدة، وتوفي في 22 أغسطس 2004 في ساكرامنتو في الولايات المتحدة.

## وصلات خارجية
- جيم نيلسون على موقعبيزبول رفرنس.كوم (الدوري الرئيسي) (الإنجليزية)